# Машинобудівний провулок (Київ)
Машинобудівни́й прову́лок — провулок у Солом'янському районі міста Києва, місцевість Караваєві дачі. Починається поблизу будинку № 59-а по вулиці Олекси Тихого та пролягає від провулку Оксани Вороніної до Гарматної вулиці.

## Історія
Провулок виник у 50-ті роки XX століття під назвою 864-та Нова вулиця. Спершу пролягав до Шосейного провулку (ліквідований у зв'язку зі знесенням приватного житлового сектору). Сучасна назва — з 1955 року, на честь машинобудівного заводу (колишній «Більшовик»), який розташований неподалік.